# Enrico Damiani
Enrico Damiani (ur. 28 kwietnia 1892 w Rzymie, zm. 10 grudnia 1953 tamże) – włoski slawista.
Profesor języka i literatury bułgarskiej na Uniwersytecie Rzymskim, oraz uniwersytetach w Neapolu i Sofii. Autor rozpraw z językoznawstwa i literatur słowiańskich, m.in.: I narratori della Polonia d'oggi (1928), Storia letteraria dei popoli slavi (1952). Tłumacz literatury polskiej, m.in. utworów Jana Kochanowskiego, Adama Mickiewicza, Juliusza Słowackiego i Adolfa Dygasińskiego. W roku 1939 współredagował wraz z Mieczysławem Brahmerem włoskie wydanie poezji Adama Mickiewicza.

## Odznaczenia
- Srebrny Wawrzyn Akademicki (7 listopada 1936)[1]